# District de Hallein
Le district de Hallein est une subdivision territoriale du land de Salzbourg en Autriche.

## Géographie

### Lieux administratifs voisins
|                                                   | District de Salzbourg-Umgebung     |                                      |
| Arrondissement du Pays-de-Berchtesgaden (Bavière) |                                    | District de Gmunden (Haute-Autriche) |
|                                                   | District de Sankt Johann im Pongau |                                      |

## Communes
Le district de Hallein est subdivisé en 13 communes :
- Abtenau
- Adnet
- Annaberg-Lungötz
- Bad Vigaun
- Golling an der Salzach
- Hallein
- Krispl
- Kuchl
- Oberalm
- Puch bei Hallein
- Russbach am Pass Gschütt
- St. Koloman
- Scheffau am Tennengebirge